# Thaba Bosigo
Der Thaba Bosigo (Thaba Bosiu) ist ein Berg im Distrikt Berea in Lesotho und mit 1750 m (1636 m) Höhe einer der nördlichen Ausläufer der Drakensberge in der Nähe der Grenze zwischen Südafrika und Lesotho. Er liegt im Gebiet des Community Council Qiloane.
Im Osten ist der nächste höhere Berg der Tsereoane.